# Johann Heinrich Witte
Johann Heinrich Witte (* 14. November 1846 in Berlin; † 31. Januar 1908 in Preußisch Friedland) war ein deutscher Philosoph, Pädagoge und Kreisschulinspektor.

## Leben
Witte war ein Sohn des Polizei-Assessors Ferdinand Heinrich Theodor Witte und dessen Ehefrau Henriette Magenhöfer. Er hatte noch mindestens zwei Geschwister, eine ältere Schwester und einen Bruder. In den Jahren 1859 bis 1866 besuchte Witte das „Königliche Gymnasium zum grauen Kloster zu Berlin“.
Am 21. April 1866, immatrikulierte Witte an der Universität zu Heidelberg in Philologie. Im Zeitraum 1866 bis 1869 folgte ein Studium in Berlin.
1872 promovierte Witte in Halle mit der Dissertation „De indole atque origine Odysseae Homericae“. Am 20. Juli 1874 wurde Witte zur Habilitation an der Universität Bonn zugelassen, wo er am 26. Oktober 1874 mit dem Vortrag „Über das Verständnis der Fichte´schen Ethik zur   Kant´schen“  habilitierte. Nach seiner Habilitation wurde Witte Angehöriger der Universität Bonn, 1883 wurde er zum außerordentlichen Professor ernannt. Im Jahre 1888 gab er einen Aufsatz „Die Einrichtung pädagogischer Professuren“ heraus. Aufgrund der Anordnung des Kultus-Ministeriums wurde Witte mit Wirkung vom 3. Mai 1889 der Kreisschulinspektionsbezirk Ruhrort mit der Funktion des Kreisschulinspektors zugeteilt.
Ab 1893 war er Kreisschulinspektor in Lennep-Remscheid, 1897 Kreisschulinspektor in Thorn. Im Jahre 1898 trat Witte der Copernicus Gesellschaft in Thorn bei, hielt dort mehrere Vorträge und schied 1901 wieder aus der Gesellschaft aus. 1906 übernahm er das Amt des Thorner Inspektorates, dann den Bezirk Preußisch Friedland, wobei der Kreisschulinspektor, Schulrat Katluhn, von Preußisch Friedland nach Thorn versetzt wurde.
Im Jahre 1880 heiratete Witte Louise, geb. Endemann (* 1860 in Fulda). Aus dieser Ehe gingen die Kinder Willy (* 1882) und Otto (* 1885 in Bonn), Kätchen (* 1892 in Ruhrort) und, Carl-Heinrich-Julius (* 1894 in Lennep) hervor.

## Schriften
- Beiträge zum Verständniss Kant's. Berlin 1874 (Digitalisat)
- Salomon Maimon: die merkwürdigen Schicksale und die wissenschaftliche Bedeutung eines jüdischen  Denkers aus der Kantischen Schule. Berlin 1876
- Vorstudien zur Erkenntnis des unerfahrbaren Seins: Philosophische Abhandlungen spekulativ- und historisch-kritischen Inhalts. Heft 1, Bonn 1876
- Zur Erkenntnistheorie und Ethik: 3 philosophische Abhandlungen. Berlin 1877 (Digitalisat)
- Über Anschaulichkeit in den Sinnen und Anschaulichkeit im Denken. Berlin 1879
- Die Philosophie unserer Dichterheroen: Ein Beitrag zur Geschichte des deutschen Idealismus. Bonn 1880
- Lessing und Herder. Bonn 1880
- Grundzüge der Sittenlehre: ein Kompendium der Moralphilosophie. Bonn 1882
- Über Freiheit des Willens, das sittliche Leben und seine Gesetze: Ein Beitrag zur Reform der Erkenntnistheorie, Psychologie und Moralphilosophie. Bonn 1882 (Digitalisat im Internet Archive)
- Kantischer Kriticismus gegenüber unkritischem Dilettantismus. Bonn 1885 (Digitalisat)
- Das Wesen der Seele und die Natur der geistigen Vorgänge: im Lichte der Philosophie seit Kant und ihrer grundlegenden Theorien; historisch-kritisch dargestellt. Bonn 1888 (Digitalisat)
- Sinnen und Denken: Gesammelte Abhandlungen und Vorträge aus den Gebieten der Literatur, Philosophie und Pädagogik sowie ihrer Geschichte. Halle a. d. Saale 1889 (Digitalisat)
- Dr. Dittes und sein Ideal: Die Confessionlose Volksschule. Ruhrort 1890
- Johann Amos Comenius: in seiner culturgeschichtlichen Stellung und seiner historischen Bedeutung für die Entwicklung des Schulwesens, im Besonderen der Volksschule. Ruhrort: Andreae 1892 (Digitalisat)
- Volksschule und Hilfsschule: über Förderung der Schwachen im Rahmen der normalen Volksschule. Thorn 1901